# Trecasali
Trecasali là một đô thị ở tỉnh Parma ở vùng Emilia-Romagna, tọa lạc cách khoảng 100 km về phía tây bắc của Bologna và khoảng 15 km về phía tây bắc của Parma. Đến thời điểm ngày 31 tháng 12 năm 2004, đô thị này có dân số3.226 và diện tích là29.1 km².
Đô thị Trecasali bao gồm các frazioni (đơn vị trực thuộc, làng) Campedello, Canonica Vecchia, Case Bocelli, Case Obbi, Favaletto, Fontanone, Ronco Campo Canneto, San Quirico, and Viarolo.
Trecasali tiếp giáp các đô thị sau đây: Fontanellato, Parma, San Secondo Parmense, Sissa, Torrile.